# Champs 12
Champs 12 è una telenovela argentina trasmessa originariamente nel 2009 in Argentina, e in Italia dal 2010 al 2011

## Trama
Calcio, danza, amore sono i punti su cui si snoda la trama che vede come protagonisti Charlotte Carresi e Gonzalo Torres. Charlotte oggi è bella, sicura di sé, corteggiatissima e con vere amiche ma c'è qualcosa che continua a farle male, momenti dell'infanzia che non riesce a dimenticare, ricordi tristi infarciti di umiliazioni e derisioni che allora come oggi, continuano provocarle dolore e una sete infinita di rivalsa.
Al centro di questi flashback il bel giovane Gonzalo, promessa del calcio e idolo delle ragazzine della scuola. A 12 anni Charlotte non era certo la più bella. Grassottella e goffa si difendeva dietro ad una insuperabile timidezza che non le proibiva però, di sentirsi perdutamente innamorata anche lei del bel calciatore. Un amore non corrisposto certo, e spesso oggetto di scherzi e prese in giro da parte dei suoi coetanei.
Passano otto anni, dei quali sei trascorsi a New York, e il tenero brutto anatroccolo si trasforma in cigno, si diploma, diventa ballerina e lascia la Grande Mela per tornare da suo padre in Argentina, incontrare i "vecchi amici" e saldare i conti, primo fra tutti quello con Gonzalo. Inizia inevitabilmente la rivincita sotto il falso nome di Jessica e senza esclusione di colpi.
Giorno dopo giorno la vita di Gonzalo si complica e quella che sembrava una spianata strada verso il successo sportivo e il coronamento di tutti i sogni, si affolla di contrattempi, ostacoli e delusioni. A pagarne le conseguenze ci sono anche i due mondi che girano intorno a due ragazzi e rappresentati dalle due squadre di calcio: gli UPI e gli Apaches. Da una parte la Buenos Aires ricca e benestante e dall'altra quella più popolare e genuina.
Giocatori e sostenitori delle due formazioni si incontrano, scontrano, innamorano, tradiscono, sviluppando a loro volta emozionanti storie che si vanno ad intrecciare a quella di Charlotte e Gonzalo, regalando allo spettatore un appassionato e coinvolgente e veritiero spaccato di teen life.

## Puntate
In Argentina la telenovela è iniziata il 16 marzo 2009 ed è terminata l'8 settembre 2009. In Italia è andata in onda dal 7 giugno al 13 agosto 2010 su Italia 1 (fino alla puntata 49) e dal 5 agosto all'11 novembre 2011 su Mya. Successivamente, dopo essere stata interrotta da Italia 1, la telenovela viene trasmessa dalla prima puntata su La 5.
Dal 1º gennaio 2013 viene trasmesso in replica nuovamente da Italia 1 in fascia notturna intorno alle 5:00-6:00 
| Stagione       | Puntate | Prima TV Argentina | Prima TV Italia |
| -------------- | ------- | ------------------ | --------------- |
| Prima stagione | 120     | 2009               | 2010-2011       |

## Personaggi e interpreti

### Gli Apaches
- Gonzalo Torres (Tomás de las Heras), doppiato da Marco Vivio - Ha circa vent'anni ed è il protagonista maschile della telenovela. Proviene da una famiglia umile, per cui è un po' rozzo, ma è anche attraente, intelligente ed è una promessa del calcio, infatti è il capitano della squadra degli Apaches. La sua migliore amica è Quela da quando erano ancora bambini, con lei avrà anche una piccola relazione. È proprio di lui che Charlie vuole vendicarsi una volta tornata a Buenos Aires: quando erano tutti e due ragazzini, Gonzalo è stato costretto dai suoi amici a dare un bacio a Charlie (allora vittima di burle per via del suo sovrappeso e della sua goffaggine) in bocca per prenderla in giro; Gonzalo lo fa e Charlie si fa la pipì addosso, accompagnata dalle risate e dagli insulti degli amici di lui. Tutto ciò ha provocato alla ragazza rabbia e dolore, per questo decide di vendicarsi di Gonzalo, e all'inizio si crea una nuova identità, quella di Jessica. Col tempo, però, i due ragazzi si innamorano l'uno dell'altro e... insomma, l'orgoglio è più forte dell'amore?
- Raquel "Quela" Musso (Mariana Esnoz) - Ha 18 anni, è da sempre la migliore amica di Gonzalo ed è innamorata di lui, ma lui ama Charlie, infatti proprio per questo Quela la odia. Ha avuto una storia con un ragazzo ossessionato da lei che ha conosciuto in un nightclub, Nico.
- Camìla (Bárbara Attias), doppiata da Eleonora Reti - Ha 18 anni, è la migliore amica di Quela, è altezzosa e cinica. Lavora in un negozio di abbigliamento. È la fidanzata di Lucho, ma avrà una lunga storia anche con Alvaro, proprio per questo odia Lila.
- Matìas (Leonel Deluglio), doppiato da Lorenzo De Angelis - Ha 16 anni, è un membro degli Apaches e il migliore amico di Gonzalo. Ex fidanzato di Pilàr. È innamorato di Quela ma lei ama Gonzalo, ma alla fine si fidanza con Maxi.
- Diego Álvarez (Luciano Bassi) - Ha 18 anni, è un membro degli Apaches. È innamorato di Mora e i due si metteranno insieme. Oltre ad essere un bravo calciatore, è molto talentuoso anche in canto. Diventerà anche amico di Charlie
- Lucho (Martìn Grinfield) - Ha 18 anni, è un Apache ed è il fidanzato di Camila. Ha avuto una storia di breve durata anche con Pilàr. Si guadagna da vivere portando in giro i cani. E molto amico di Gonzalo, Matiàs e Diego

### Gli UPI
- Charlotte "Charlie" Caressi (Liz Solari), doppiata da Emanuela Damasio - Ha 18 anni, è la protagonista femminile della telenovela. È la figlia del politico Renzo Caressi. Sogna di diventare una ballerina. È bella, forte e intelligente, ma anche molto vanitosa e materialista. Queste caratteristiche non le si potevano certo attribuire quando era bambina, perché oltre a essere goffa e grassottella era anche molto ingenua e vittima di prese in giro a causa del suo sovrappeso. Uno di questi soprusi, in particolare, le ha segnato l'infanzia: una volta, quando ancora viveva a Buenos Aires (poi si trasferisce a New York dalla madre, che è separata dal padre), un ragazzo molto carino di nome Gonzalo (che poi è proprio il protagonista maschile della telenovela) l'ha baciata in bocca e poi l'ha derisa senza pietà insieme ai suoi amici. Proprio per questo, Charlotte, tornata a Buenos Aires da New York, forte e orgogliosa del suo nuovo aspetto decide di vendicarsi di lui, e all'inizio assume una nuova identità, quella di Jessica. Le cose si complicano quando Charlie si innamora di Gonzalo e lui di lei. Alla fine, dopo tante difficoltà, si mettono insieme. La sua migliore amica è Lila, ma è anche molto amica di Pilar, Mora, all'inizio anche di Alexia e nel corso della serie di Augustina, la figlia di Gloria. È tifosa e socia della squadra calcistica degli UPI, di cui fanno parte Bautista, Fermín e Alvaro, i suoi amici di infanzia.
- Alexia Del Moro (Calu Rivero), doppiata da Chiara Gioncardi - Ha 18 anni, è l'antagonista femminile della telenovela. Tifosa e socia degli UPI, detesta gli Apaches. Da piccola era amica di Charlie, ma poi inizia a odiarla e fa amicizia con Maxi, la sorella di Mercedes. Quest'ultima è odiata da Charlie, essendo la compagna del padre e per giunta odiosa e manipolatrice. Insieme a Maxi, spesso escogita piani malvagi per rovinare Charlie. È considerata la ragazza più bella e sexy della sua università. Le piace Fermin.
- Lila Masferrer (Dolores Sarmiento), doppiata da Barbara Pitotti - Ha 18 anni, è la migliore amica di Charlie. È la ragazza di Alvaro, ma quando scopre che lui la tradisce con Camila, sua nemica, lei si mette con Lucho. Prepara intrugli profumati, spesso portatori di relax. Detesta i litigi e la violenza e ha un look hippy. Ha avuto una breve relazione con Fermin, che però si è messo con lei solo per capire la sua sessualità.
- Mora (Paula Castagnetti), doppiata da Veronica Puccio - Ha 17 anni, è una delle amiche di Charlie, ma anche di Lila e Pilar, e all'inizio anche di Alexia ma poi non più. È stata spesso presa in giro perché aveva un look infantile e un carattere fragile e melodrammatico, poi però la sua persona cambia. È innamorata di Fermin ed è spesso attratta da uomini più grandi. Per un periodo, rimane in dubbio sul suo orientamento sessuale.
- Pilàr (Jazmìn Paz) - Ha 17 anni, è una delle amiche di Charlie. Ha un carattere molto forte e deciso, ed è la più solitaria del gruppo. Neanche lei va d'accordo con le ragazze degli Apaches. Ha avuto brevi relazioni con Lucho e con Matías.
- Maria Ximena "Maxi" Rìos (Belèn Chavanne) - Ha 17 anni, sorella minore di Mercèdes. È stata fidanzata con Bautista, che non l'amava, e alla fine si fidanza con Matìas. Detesta Charlie, ma dopo inizieranno ad andare d'accordo. È amica di Alexia fino a quando capisce com'è realmente.
- Bautista Laprìda (Lucio Rogàti), doppiato da Daniele Raffaeli - Ha 18 anni, è il capitano del gruppo degli UPI. È attraente e astuto. Innamorato di Charlie da quando erano bambini, ma lei non ricambia anche se per un po' staranno insieme. Gli piace rimorchiare le donne con i suoi amici. I suoi amici più stretti sono Alvaro e Fermin, e odia Gonzalo, perché sa che Charlie ama quest'ultimo e anche perché è il capitano della squadra rivale.
- Fermìn Arzuaga (Francìsco Donovan) - Ha 18 anni, è un membro degli UPI ed è il più intelligente del gruppo. I suoi migliori amici sono Alvaro e Bautista. Per un po' anche lui, come Mora, ha dubbi sul suo orientamento sessuale. Ha avuto una piccola relazione con Lila.
- Alvaro Pacheco Melo (Francìsco Andrade), doppiato da Paolo Vivio - Ha 18 anni, è un membro degli UPI e il migliore amico di Bautista e Fermin, anche se si trova di più con Bautista perché ha un carattere simile al suo. Fidanzato di Lila, ha avuto una storia con Camila.

### Altri
- Nico Gonzalez (Germàn Tripel), doppiato da Simone Crisari - Ex fidanzato di Quela, è ossessionato da lei.
- Augustina - Figlia di Gloria la governante dei Caressi, aiuta la madre nel lavoro. Diventerà molto amica di Charlie. Le piace Alvaro
- Delfina (Nadia Casanova) - amica di Alexia. Fa parte degli UPI.
- Ciro (Piru Sáez).
- Celeste - Fa parte degli Upi. Si fidanza con Bautista. Non è molto carina. Come si vedrà è amica di Charlie e le altre.
- Tomas Tòrres (Nikita Didenko) - È il fratello minore di Gonzalo, quindi figlio secondogenito di Marina.
- Juan Lòpez, detto Juansito (Ricardo Aiello) - È un ragazzino orfano, che prima di trasferirsi in collegio viveva da Gonzàlo.
- Ramìro Vito (Lucero Nava) - È il fratellastro di Alexia
- Renzo Caressi (Mario Pasik) - Padre di Charlie. Ricco senatore, è sposato con Mercèdes.
- Lilian Caressi (Teresa Calandra) - Ex moglie di Renzo e madre biologica di Charlie. Si è risposata con un certo Sam.
- Mercèdes Rìos Caressi (Andrea Campbell) - Sorella maggiore di Maxi. Sposata con Renzo; è la matrigna di Charlie, ma nonostante ciò entrambe si detestano.
- Marina Torres (Silvia Kutika) - Madre di Gonzalo e Tomàs.
- Santino (Salo Pasik) - Autista dei Caressi.
- Gloria - Governante dei Caressi
- Toribia Maltinati (Fabiana García Lago) - è la responsabile degli Apaches, che spesso viene presa di mira dai ragazzi della squadra.
- Andrea Marquèz (Florencia Ortiz) - È una ragazza che aiuterà Juansito. Avrà una breve relazione con Gonzàlo. Non sopporta ne Quela e ne Charlie.
- Victor Tòrres (Tony Lestingi) - Padre di Gonzàlo e Tòmas. Maltrattava la moglie Marina.
- Alejandro (Edgardo Moreira) - Padre di Alexia.